# Eristalis apis
Eristalis apis är en tvåvingeart som beskrevs av Charles Howard Curran 1939. Eristalis apis ingår i släktet slamflugor, och familjen blomflugor.
Artens utbredningsområde är Kongo. Inga underarter finns listade i Catalogue of Life.